# 触角 (映画)
『触角』（しょっかく）は、1970年6月3日に日本で公開された映画。

## スタッフ
- 監督・脚本：新藤兼人
- 製作：堀場伸世、能登節雄、桑原一雄
- 撮影：黒田清己
- 音楽：林光[1]

## キャスト
- 石川民子／娼婦ユキ：乙羽信子
- 利夫：大丸二郎
- 八重：太地喜和子
- 大国：草野大悟
- ナガル氏：観世栄夫
- 海坊主：殿山泰司
- ミネ：蓼くにえ[1]

## 興行
乙羽信子のハダカ・シーンが見る人の目をそむけさせると前評判も高く、映倫の審査も通っていたが、試写を観た配給する東宝の幹部が「このままでは、とても若い人に見せられない」と顔を真っ赤にして激怒し、映倫はパスしたのに配給する側で自主的にカットするという珍しいケースとなった。当初は胸も露わにオッパイを吸うシーンや、風呂場で脳貧血を起こして倒れ、"女性自身"まで丸見えのシーン、海辺で乙羽と新人の大丸二郎が肉体関係を結ぶシーンなどがあり、このシーンでは、二人とも真っ裸の上、乙羽の腰部の躍動たるや真に迫るものだった。新藤監督は「人間の性本能をマジメに追及した作品で、ピンク映画と一緒にされては困る」などと、東宝の自主規制にかなり抵抗したが、東宝から「際どいシーンをカットするだけでは成人向となり、18歳未満の若い人たちは見れなくなる。当社としては、もっと多くの人に見てもらいたいので、ハサミを入れるんです」とやんわり説得され、しぶしぶカットを受け容れた。このため封切りが遅れた。